# Jindřich Hlavín
Jindřich Hlavín (29. září 1877 Praha – 8. února 1958 Praha) byl český malíř, restaurátor a grafik.

## Život
Narodil se v rodině poštovního kontrolora Jindřicha Hlavína (1827–1897) a jeho manželky Vilemíny, rozené Maršandové (1833–1910), měl pět sourozenců. Rodina tehdy bydlela na Novém Městě v Krakovské ulici čp. 1345/II a od 80. let žila na Královských Vinohradech.
Jindřich Hlavín vystudoval malířství na Uměleckoprůmyslové škole u prof. Emanuela Dítěte, Jakuba Schikanedera a Karla V. Maška. V roce 1917 se v Bubenči oženil s Otilií Kostkovou. V roce 1922 se na Vídeňské akademii školil v oboru restaurátorství u prof. Serafina Maurera. Zajímal se také o techniky fresky a mozaiky a za tímto účelem podnikl několik cest do Itálie.
Vystavoval se spolkem Münchener Secession, v Praze od roku 1920 v Topičově salonu s SČUG Hollar. Od roku 1924 jezdil na letní byt do Svratky, kde malíř Ota Bubeníček založil malířskou kolonii.

## Posmrtná pocta
Ve městě Svratka, kam jezdil na letní byt, je umístěna pamětní deska.

## Dílo

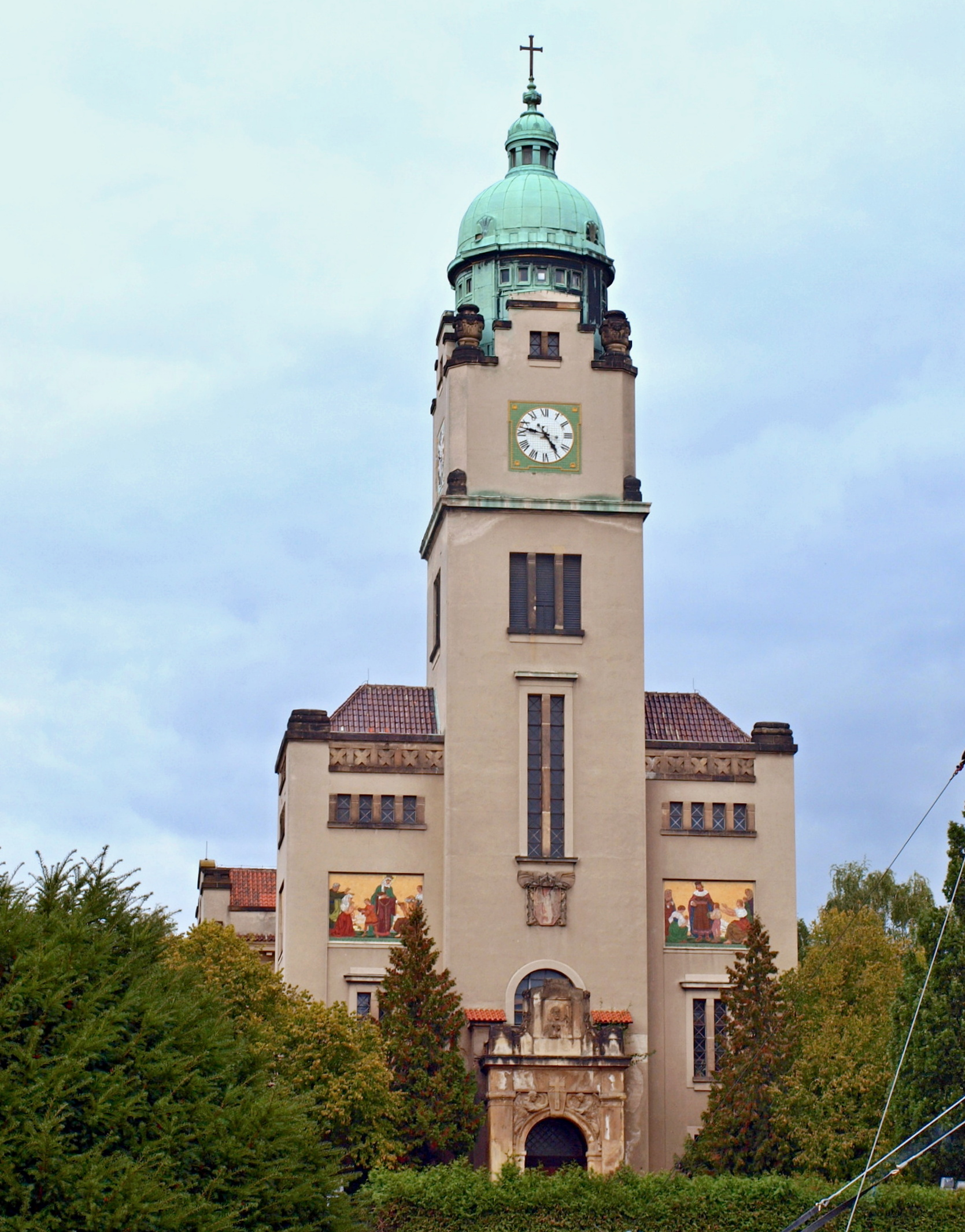
Bohnice, kostel sv. Václava

Jindřich Hlavín se prosadil jako malíř a grafik pražské secese kolem roku 1900. V prvním decéniu 20. století vytvořil návrhy pro dekoraci fasád a chodeb pražských domů, také sérii plakátů, například pro výroční výstavy Jednoty umělců výtvarných, jíž byl členem. V téže době ho zaujal německý expresionismus, v tomto stylu vytvořil například obraz Salomé s hlavou Jana Křtitele. V roce 1915 získal výroční cenu České akademie za obraz Podzim z roku 1914. Zabýval se také užitou grafikou a tvorbou plakátů. Je znám např. jeho plakát pro aukční síň Rudolfa Weinerta, zřízenou krátce po dostavbě Veletržního paláce ve 4. patře.
Jeho nejvýznamnějším dílem jsou velké obrazy ze života českých patronů sv. Ludmily, sv. Václava, sv. Anežky a sv. Norberta, na fasádě ústavního kostela sv. Václava v Bohnicích, vytvořené v letech 1916–1917 z glazovaných dlaždic. Pro stejný kostel navrhl také okenní secesní skleněné vitráže s postavami světců sv. Víta, sv. Zikmunda, blahoslavené Milady a Zdislavy. V 50. letech užívala kostel armáda a všechna okna byla zničena. Zachovala se pouze na dobových fotografiích.
Byl uznávaným restaurátorem starých obrazů. Ve 20. letech restauroval obrazy z Lobkovických sbírek.

### Zajímavost

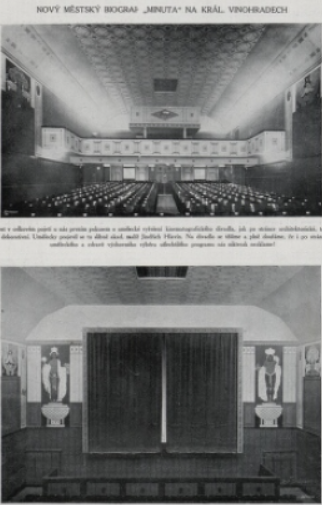
Bio Minuta (Praha Vinohrady, 1913)

Jindřich Hlavín byl též autorem výtvarného řešení kina Minuta, uvedeného do provozu v roce 1913 v zahradě Národního domu na Vinohradech. Jeho dílem byly alegorické figury Tmy a Světla po stranách promítací plochy a secesní výzdoba (ve spolupráci s Josefem Wenigem). Kino, přejmenované v roce 1942 na Elektra, zaniklo po bombardování Prahy 14. února 1945.